# Черишев Денис Дмитрович
Дени́с Дми́трович Че́ришев (26 грудня 1990, Нижній Новгород, СРСР) — російський футболіст, вінгер клубу італійської Серії B «Венеція». Колишній гравець збірної Росії.

## Досягнення
- Переможець Ліга Європи УЄФА:

Севілья: 2013/14
- Володар Кубка Іспанії:

Валенсія: 2018/19